# Taça Europeia de Andebol de 1964–65
A Copa Europeia de Handebol de 1964–65 foi a sexta edição da principal competições de clubes de handebol da Europa. 
Na final o Dinamo Bucureşti venceu por 13–11 o Zagreb.

## Fases

### Rodada 1
| Equipe 1             | Resultado | Equipe 2            |
| -------------------- | --------- | ------------------- |
| ROC Flemallois       | 09:27     | Grasshoppers Zürich |
| Operatie-55 Den Haag | w.o.      | HB Dudelange        |
| US d´Ivry Paris      | 18:13     | FC Porto            |
| Rapid Wien           | w.o.      | Medvescak Zagreb    |
| AZS Wrocław          | w.o.      | Honved Budapest     |

### Rodada 2
| Equipe 1              | Resultado | Equipe 2            |
| --------------------- | --------- | ------------------- |
| Dinamo Bucureşti      | 17:14     | ASK Vorwärts Berlin |
| Redbergslids Göteborg | 25:20     | Fram Reykjavik      |
| Grasshoppers Zürich   | 20:15     | Atlético Madrid     |
| Berliner SV 1892      | 21:13     | SV Arild Oslo       |
| US d´Ivry Paris       | 17:10     | HB Dudelange        |
| Ajax Kopenhagen       | w.o.      | Union Helsinki      |
| Medvescak Zagreb      | 14:12     | Dukla Prague        |
| Burevestnik Tiflis    | 32:18     | AZS Wrocław         |

### Quartas-de-finais
| Equipe 1              | Total | Equipe 2            | 1.º jogo | 2.º jogo |
| --------------------- | ----- | ------------------- | -------- | -------- |
| Redbergslids Göteborg | 22:50 | Dinamo Bucureşti    | 11:24    | 11:26    |
| Berliner SV 1892      | 29:34 | Grasshoppers Zürich | 14:18    | 15:16    |
| US d´Ivry Paris       | 34:55 | Ajax Kopenhagen     | 19:16    | 15:39    |
| Medvescak Zagreb      | 34:34 | Burevestnik Tbilisi | 21:13    | 13:21    |

### Semi-finais
| Equipe 1         | Total | Equipe 2            | 1.º jogo | 2.º jogo |
| ---------------- | ----- | ------------------- | -------- | -------- |
| Dinamo Bucureşti | 19:11 | Grasshoppers Zürich | 19:11    | *        |
| Medvescak Zagreb | 41:35 | Ajax Kopenhagen     | 20:24    | 21:11    |

### Final
| Equipe 1         | Resultado | Equipe 2         |
| ---------------- | --------- | ---------------- |
| Dinamo Bucureşti | 13:11     | Medvescak Zagreb |